# Alloteuthis subulata
Alloteuthis subulata é uma espécie de molusco pertencente à família Loliginidae. Em Portugal continental, no mercado do livramento em Setúbal, é conhecida por Lula de bico
A autoridade científica da espécie é Lamarck, tendo sido descrita no ano de 1798.
Trata-se de uma espécie presente no território português, incluindo a zona económica exclusiva. 